# Ben Groenier
Binne (Ben) Groenier (Amsterdam, 11 november 1905 – Rheden, 25 oktober 1977) was een acteur en toneelgroepdirecteur. Hij had een rol in de Nederlandse film Sterren stralen overal (1953) en speelde in diverse theatervoorstellingen. Andere films waar Groenier in speelde, waren onder meer Rubber (1936) en Ciske de Rat (1955).
Groenier begon zonder enige vooropleiding wat betreft toneel, in 1926 zijn acteercarrière, onder leiding van Cor van der Lugt Melsert.
Hij woonde in de jaren zestig in Arnhem en was van 1956 tot 1970 leraar aan de Arnhemse toneelschool. Hiernaast had hij nog meer nevenfuncties. Zo was hij bestuurslid dan wel administrateur bij diverse toneelverenigingen. Vanaf 1957 was hij hoofd van de hoorspelkern van de NRU, wat hij inwisselde voor het directeurschap van toneelgroep Theater in de periode 1962-1966.
In 1964 was hij eenmalig te zien als Sinterklaas tijdens de Landelijke intocht, in Hoorn. 
Drie van zijn kinderen gingen ook aan het toneel, onder wie Germaine Groenier (dochter uit Groeniers huwelijk met Adrienne Canivez).

## Filmografie
- 1968 - Zeemansvrouwen (televisiefilm) , als Daan
- 1964-1969 - Maigret (televisieserie), als Louis (twee afleveringen)
- 1962 - Kermis in de regen
- 1960 - De driestuiversopera (televisiefilm), als commissaris
- 1960 - John Brown (televisiefilm), als kolonel Robert E. Lee
- 1960 - De hond van de tuinman (televisiefilm), als edelman
- 1955 - Ciske de rat, als meneer Alarm, gezinsvoogd
- 1953 - Sterren stralen overal, als agent van levensverzekeringen
- 1936 - Rubber, als De Sinkeh